# Božetín (Sedlec-Prčice)
Božetín (německy Boschetin) je část města Sedlec-Prčice v okrese Příbram ve Středočeském kraji. Nachází se čtyři kilometry východně od Prčic. Je zde evidováno 7 adres. V roce 2011 zde trvale žilo třináct obyvatel.
Božetín leží v katastrálním území Vrchotice o výměře 7,3 km².

## Historie
První písemná zmínka o vesnici pochází z roku 1381.

## Obyvatelstvo
| Rok            | 1869 | 1880 | 1890 | 1900 | 1910 | 1921 | 1930 | 1950 | 1961 | 1970 | 1980 | 1991 | 2001 | 2011 | 2021 |
| -------------- | ---- | ---- | ---- | ---- | ---- | ---- | ---- | ---- | ---- | ---- | ---- | ---- | ---- | ---- | ---- |
| Počet obyvatel | 70   | 79   | 69   | 66   | 56   | 51   | 55   | 32   | 40   | 22   | 21   | 15   | 14   | 13   | 10   |
| Počet domů     | 8    | 9    | 9    | 9    | 9    | 9    | 9    | 11   | 11   | 6    | 6    | 7    | 7    | 7    | 6    |

## Obecní správa
Při sčítání lidu v letech 1850–1899 Božetín byl osadou obce Jetřichovice v okrese Sedlčany. V letech 1900–1979 byl částí obce Vrchotice, se kterým patřil nejprve do okresu Sedlčany, ale od roku 1960 v okrese Benešov. Od 1. ledna 1980 je částí města Sedlec-Prčice v okrese Benešov. Od 1. ledna 2007 vesnice přešla spolu s městem Sedlec-Prčice z okresu Benešov do okresu Příbram.

## Další fotografie

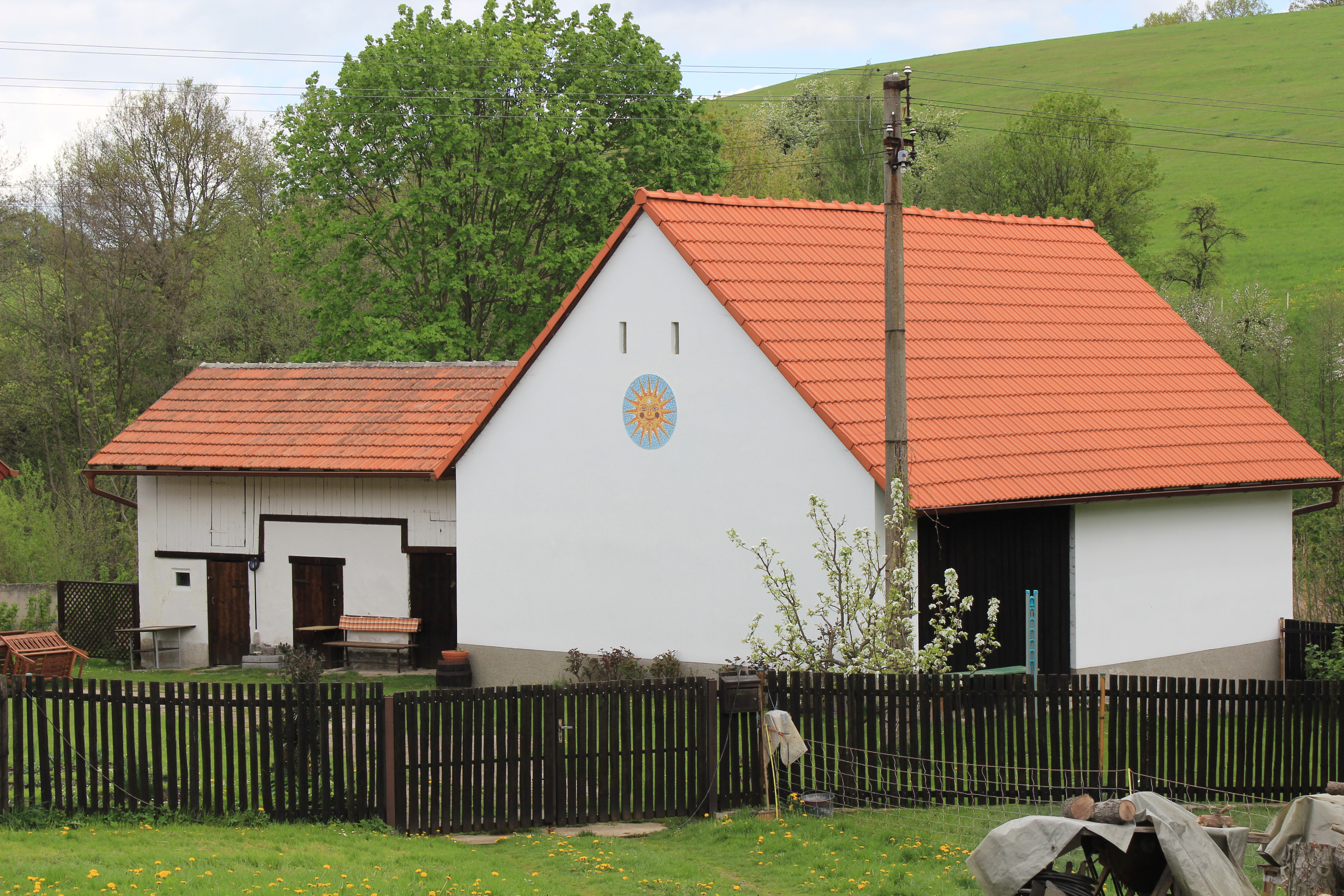
Stodola se sluníčkem
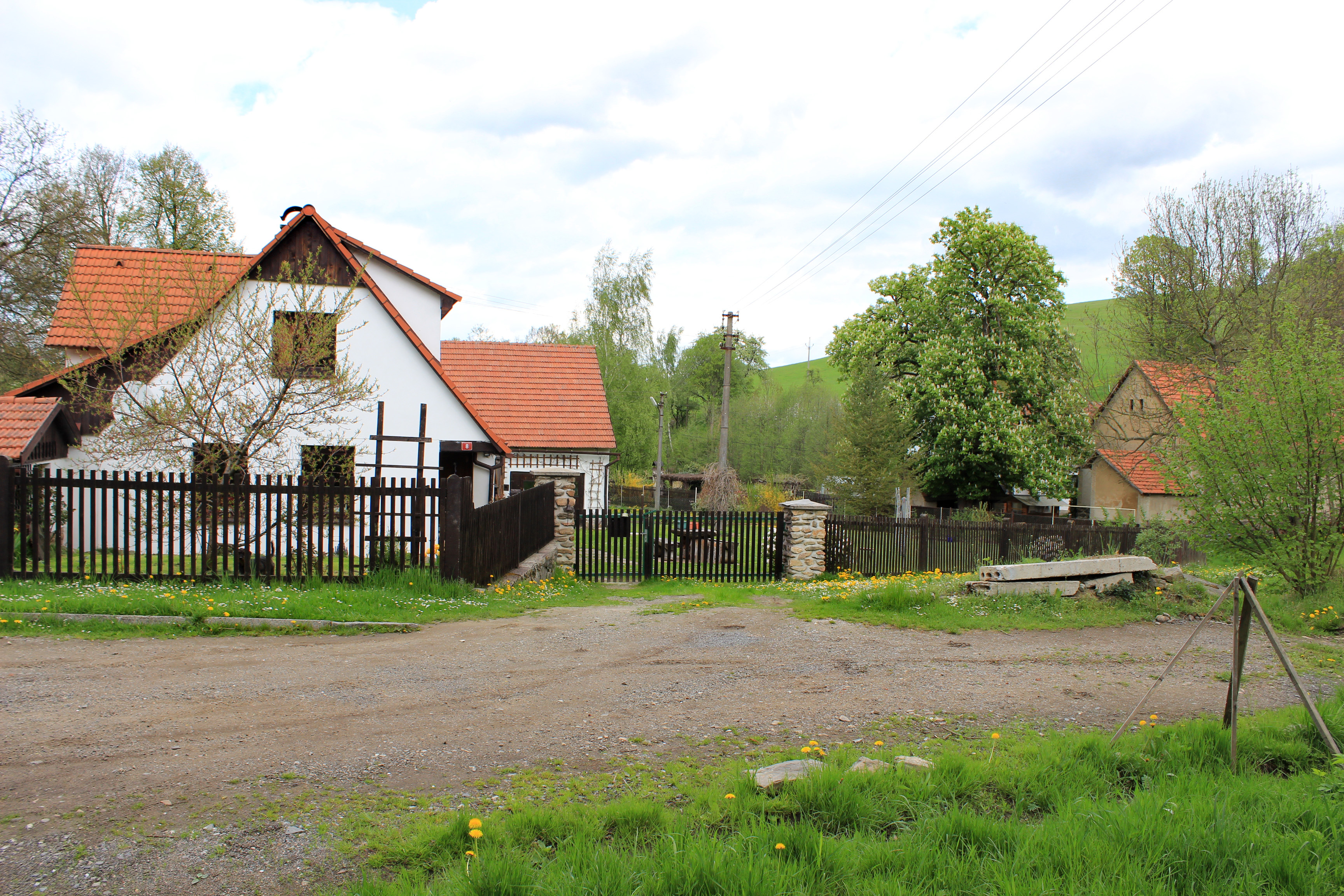
Dům čp. 8
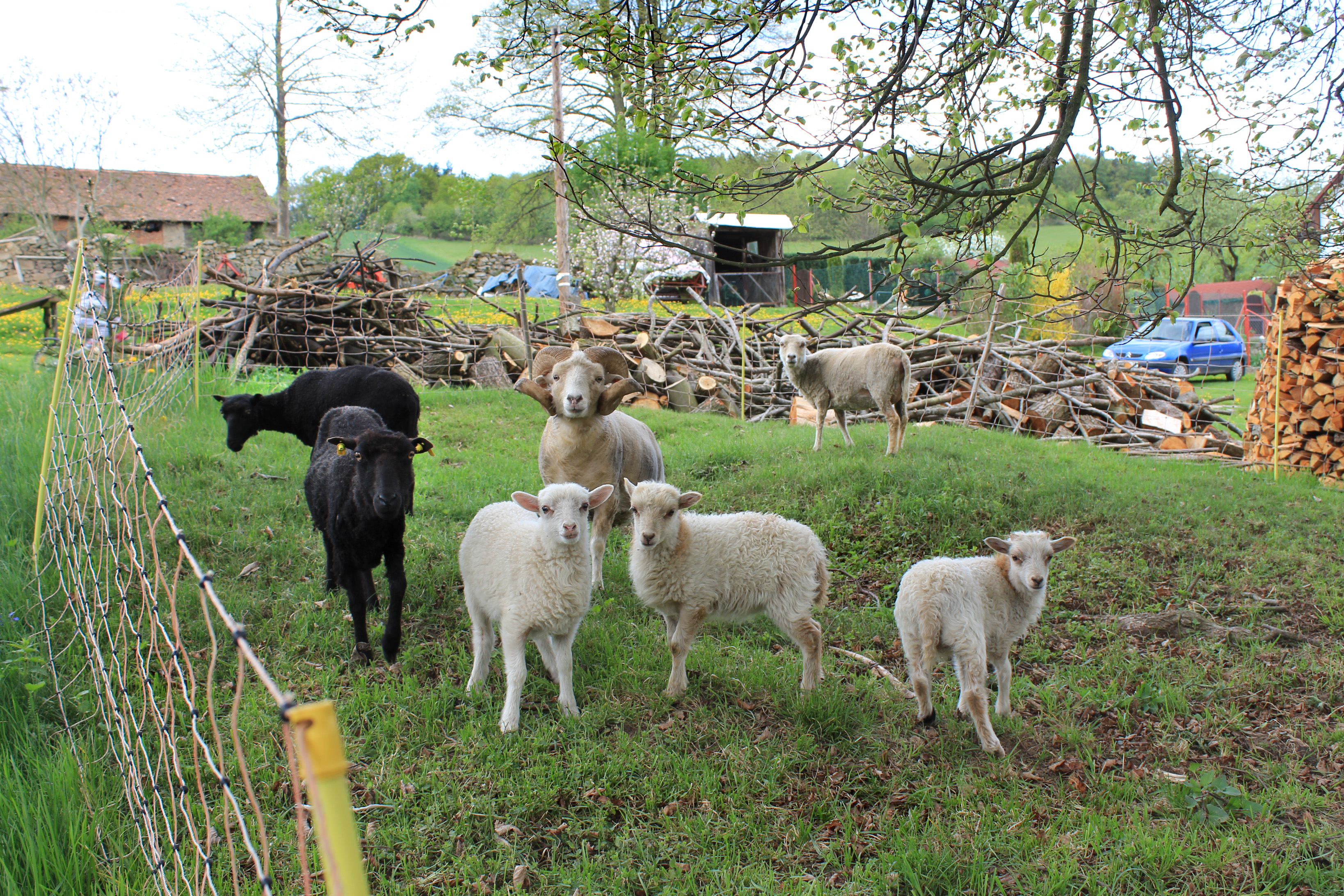
Ohrádka s ovcemi